# Rumiante

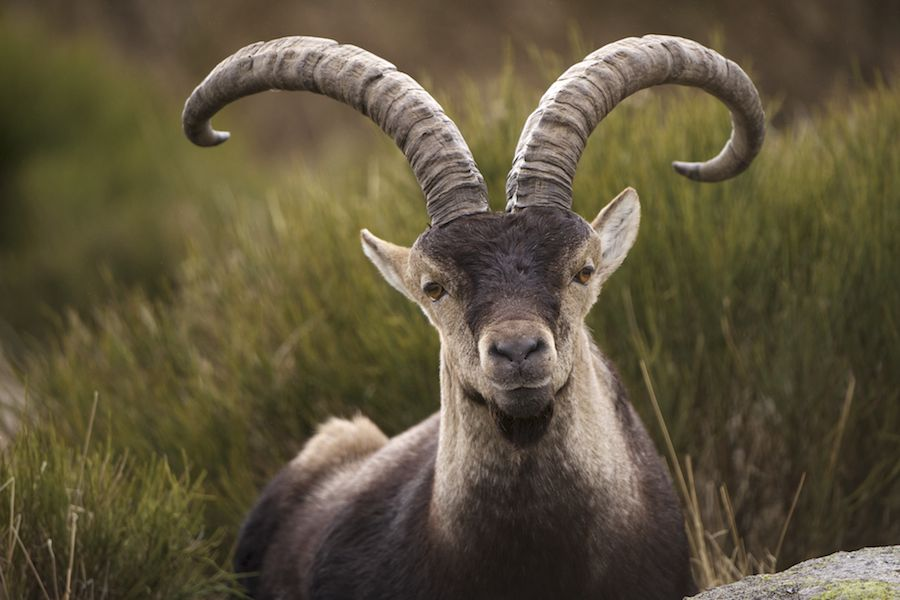
Macho Montés (Capra pyrenaica victoriae) rumiando. Después de haber pastado, los rumiantes suelen tumbarse, y empezar a rumiar (es decir, a masticar por completo y digerir) esa materia vegetal.

Los rumiantes son animales del orden Artiodactyla que digieren los alimentos en dos etapas: primero los consumen, y luego realizan la rumia, que consiste en la regurgitación del material ingerido. Sin embargo, algunos animales que realizan rumia, como los camélidos (camellos, dromedarios, llamas, etcétera), no pertenecen al taxón Ruminantia, sino al suborden Tylopoda y a la familia Camelidae. Además, a veces no se los considera rumiantes,  sino pseudorrumiantes, pues —a pesar de que rumian sus alimentos— su estómago posee tres compartimientos en vez de cuatro. 
Dentro del taxón Ruminantia se encuentran seis familias: los tragúlidos (Tragulidae), los antilocápridos (Antilocapridae), los jiráfidos (Giraffidae), los mósquidos (Mosquidae), los cérvidos (Cervidae) y los bóvidos (Bovidae). Todos ellos, a excepción de los tragúlidos, pertenecen al infraorden Pecora y, dentro de ellos, podemos destacar a los bóvidos como la familia más rica en especies, entre las cuales podemos encontrar el toro, la cabra (Capra aegagrus hircus), la oveja (Ovis orientalis aries) o el búfalo.
Los rumiantes, además de por realizar la rumia, se caracterizan por tener los dedos segundo y quinto muy reducidos, mientras que los metacarpianos y metatarsianos del tercer y cuarto dedo están fundidos en una sola pieza, que recibe el nombre de caña. Por otro lado, su mandíbula superior carece de incisivos, mientras que su mandíbula inferior posee incisivos con forma de espátula. Además, sus molares y premolares presentan coronas elevadas, hecho que se conoce con el nombre de hipsodoncia, pudiendo ser una adaptación a dietas abrasivas como la hierba. 
Al estudiar las historias demográficas de diferentes especies de rumiantes, se ha podido establecer un descenso de la población de muchas de estas especies hace aproximadamente 100.000-50.000 años, lo cual coincide con el aumento del tamaño de la población humana. Como la dinámica del tamaño de la población de rumiantes no se ha correlacionado con las glaciaciones ocurridas durante el Pleistoceno, estos resultados sugieren un posible papel humano en la disminución masiva de especies de mamíferos durante este periodo. 
Los rumiantes viven en grandes pastizales, pastan las plantas herbáceas y se trasladan de lugar en lugar de acuerdo a la época del año. Además, actualmente son considerados los herbívoros terrestres que más contribuyen al efecto invernadero, debido al gas metano que producen como resultado del metabolismo de los ácidos grasos volátiles.
La separación filogenética de ovejas y cabras, así como la diversificación de los bóvidos, ocurre con la expansión de los pastos en la última etapa del neógeno.
Las jirafas (familia Giraffidae) tienen una estatura distinta y una morfología corporal que probablemente sean adaptaciones a su hábitat, la sabana. En este sentido, se han identificado 115 genes con mutaciones específicas en la jirafa, de los cuales once pueden estar relacionados con el alargamiento extremo de sus estructuras corporales, ya que forman parte de las vías de desarrollo óseo: TGF-β (CHRD y LTBP1), Wnt (APC, APC2, y CREBBP), Notch (NOTCH1, NOTCH3 y NOTCH4), Hedgehog (GLI2 y GLI3) y FGF (FGFRL1).

## Características

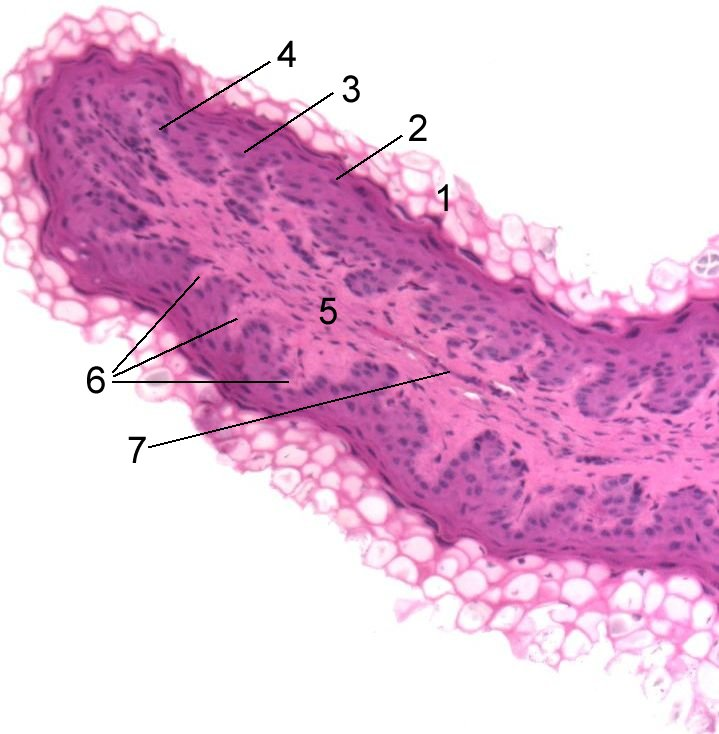
Corte histológico de las papilas de una oveja.

1. Retículo; 2. Atrio del rumen; 3. Saco dorsal del rumen; 4. Saco ventral del rumen; 5 y 6. Sacos ciegos caudales del rumen.

Los rumiantes del infraorden Pecora (antilocápridos, jiráfidos, mósquidos, cérvidos y bóvidos) tienen un estómago formado por cuatro cámaras (rumen, retículo, omaso y abomaso), en contraposición con los tragúlidos, que carecen de omaso.
Los perfiles de expresión génica del rumen, el retículo y el omaso están más cerca de aquellos que lo hacen para el esófago, lo que implica que estas tres cámaras podrían haberse originado a partir del esófago. Aunque el abomaso es análogo al verdadero estómago en otros mamíferos, se cree que el abomaso del rumiante ha adquirido adaptaciones particulares para digerir el contenido rico en microorganismos. Un elemento que apoya esta teoría es la expansión a 10 o más copias de la familia de genes de la lisozima C en los rumiantes, en comparación con otros mamíferos, en los que solo existen una o pocas copias de esta familia de genes. Por otro lado, a pesar de que el omaso es adyacente al retículo, su perfil de expresión es más cercano al del rumen, lo cual puede estar relacionado con la semejanza en estructura y función del rumen y el omaso.
El rumen, panza o herbario está unido al retículo, formando el retículo-rumen. Una característica anatómica del retículo-rumen vigente solo durante unas pocas semanas a partir del nacimiento es la presencia de una gotera esofágica, un pliegue funcional de la pared de estos compartimientos que permite la comunicación directa del esófago con el omaso y el abomaso. Así, los líquidos que ingieren las crías (especialmente la leche materna) pueden evadir la acción bacteriana del compartimiento ruminal y los movimientos del retículo. Esta gotera se forma por un reflejo relacionado con la acción de mamar por lo que, una vez que ocurre el destete, se pierde la importancia de esta estructura.
Tras el destete, en el retículo-rumen los microorganismos (bacterias, protozoos y hongos) anaerobios obtienen energía gracias a la fermentación de la fibra (especialmente celulosa y hemicelulosa). Las paredes de esta estructura tienen una musculatura fuerte, pudiendo realizar movimientos que mezclan el contenido presente en la cavidad, facilitando así la fermentación de los alimentos ingeridos. En este proceso es importante la génesis de una masa fibrosa flotante en las partes media y superior del retículo-rumen, ya que estimula los movimientos ruminales.
Las sustancias fibrosas se degradan hasta glucosa, que es usada por las bacterias. Como consecuencia de esto, se generan ácidos carboxílicos volátiles, principalmente ácido acético, ácido propiónico y ácido butírico, los cuales constituyen la principal fuente de energía de los rumiantes, ya que dentro de su organismo se absorben y metabolizan.
Los microorganismos presentes en el rumen degradan el ácido fítico (fuente importante de fósforo vegetal) mediante las enzimas fitasas. 
En el abomaso, a los microorganismos ruminales, que en buena parte están constituidos por proteína de alta calidad, se les somete a digestión hasta aminoácidos y péptidos, que posteriormente son absorbidos en el intestino delgado. Este proceso puede convertir la proteína que no contenga suficientes aminoácidos esenciales en proteína completa, además de transmutar el NNP en proteínas útiles para el animal. 
La fermentación ruminal provee también al rumiante todas las vitaminas del complejo B, así como vitamina K. Por ello, los rumiantes solo requieren en su dieta las vitaminas liposolubles A, D y E.
La estimulación causada por una cantidad alta de fibra burda cercana al cardias provoca un movimiento adicional antiperistáltico, mediante el cual el animal regurgita el contenido ruminal al paladar y propicia la remasticación o rumia.
El objetivo de la remasticación del bolo es reducir el tamaño de las partículas fibrosas para facilitar su paso al resto del tracto gastrointestinal y al exterior, ya que una porción de la fibra está lignificada, por lo que, aun para los microorganismos ruminales, resulta indigerible.
El sistema digestivo de los rumiantes se compone de:
- Boca
- Lengua
- Esófago
- Estómago
  - Rumen
  - Retículo
  - Omaso
  - Abomaso
- Hígado (glándula adjunta)
- Páncreas (glándula adjunta)
- Intestino grueso
- Intestino delgado
- Recto
- Anus

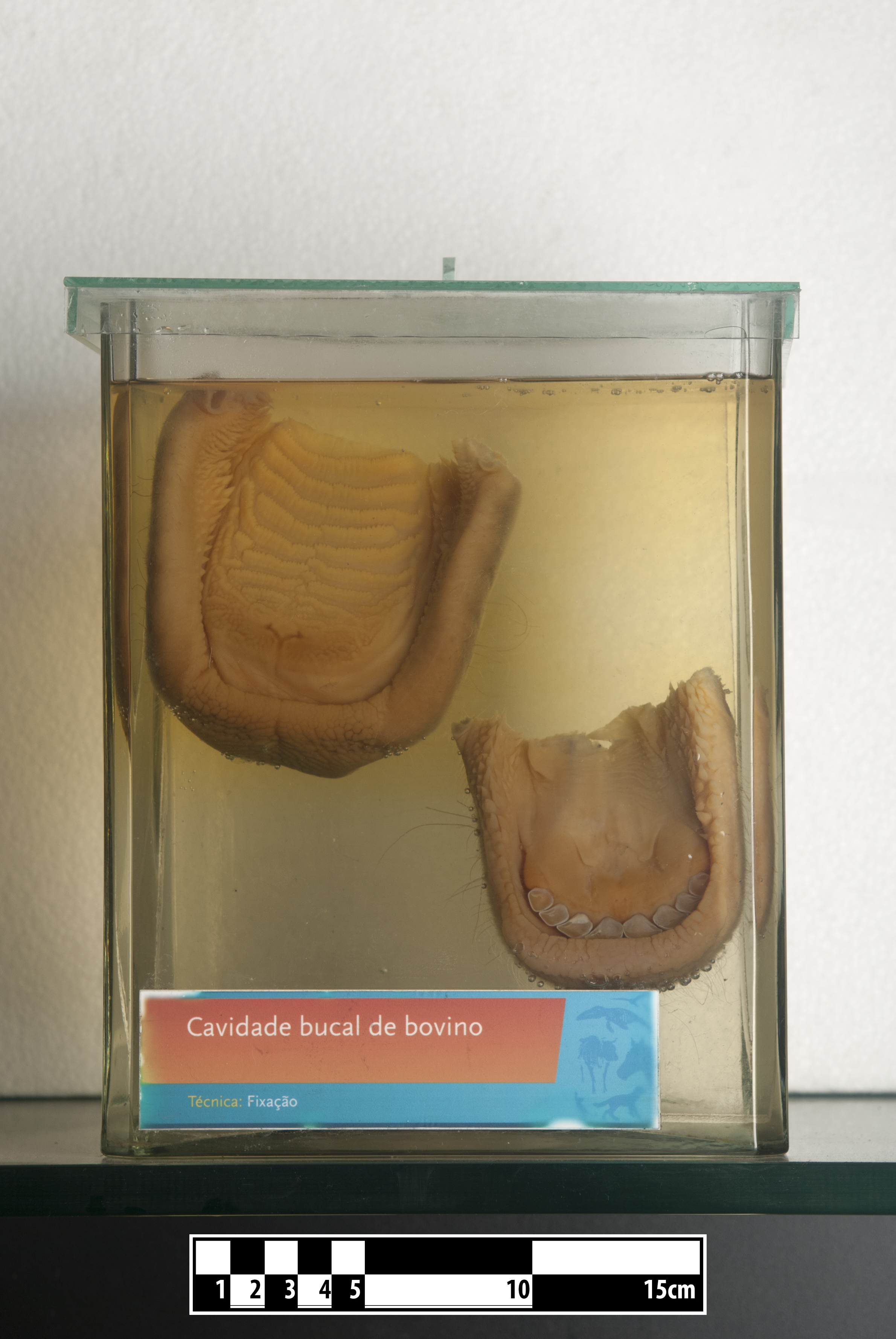
Cavidad bucal bovina.
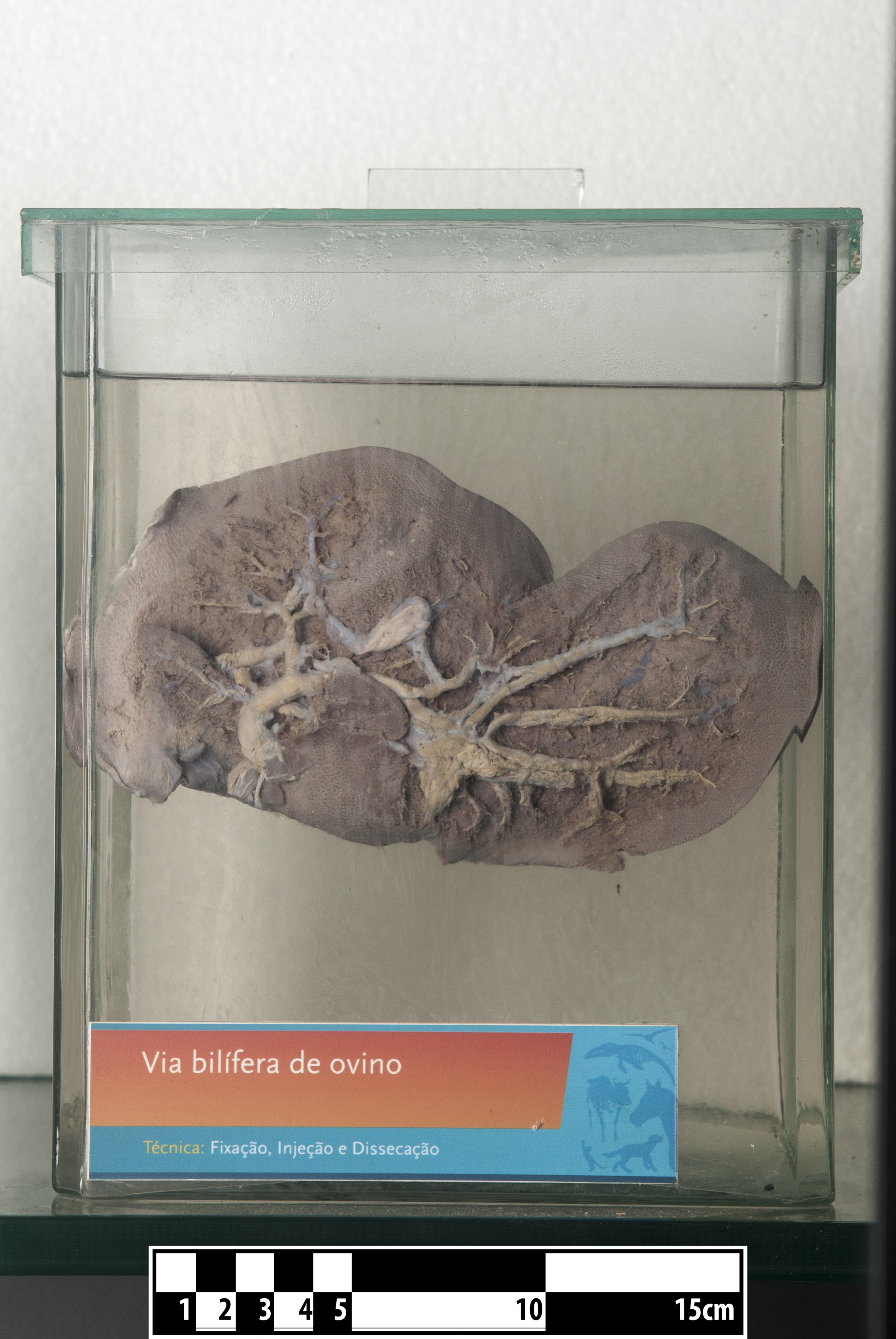
Hígado de oveja.
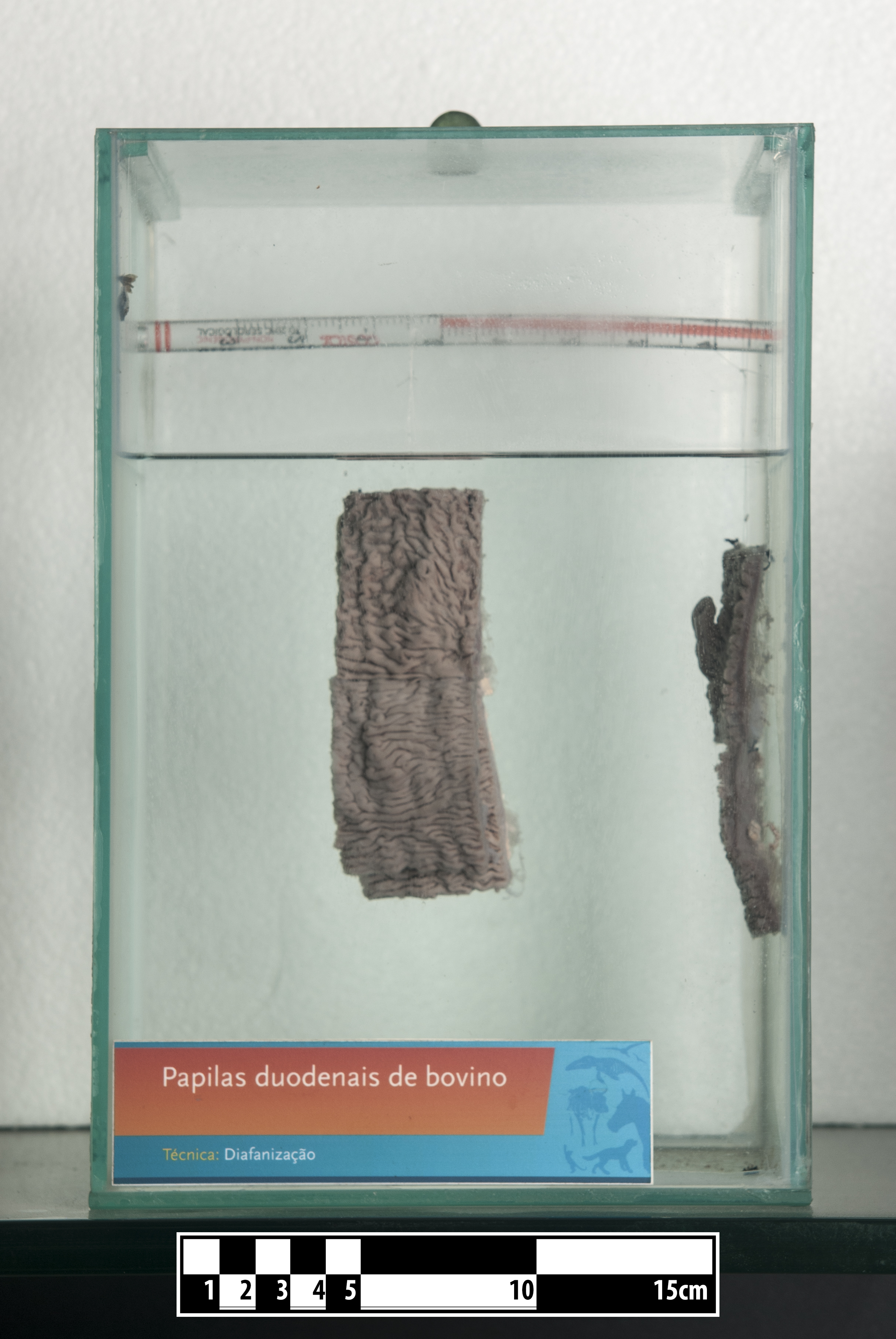
Papila duodenal bovina.
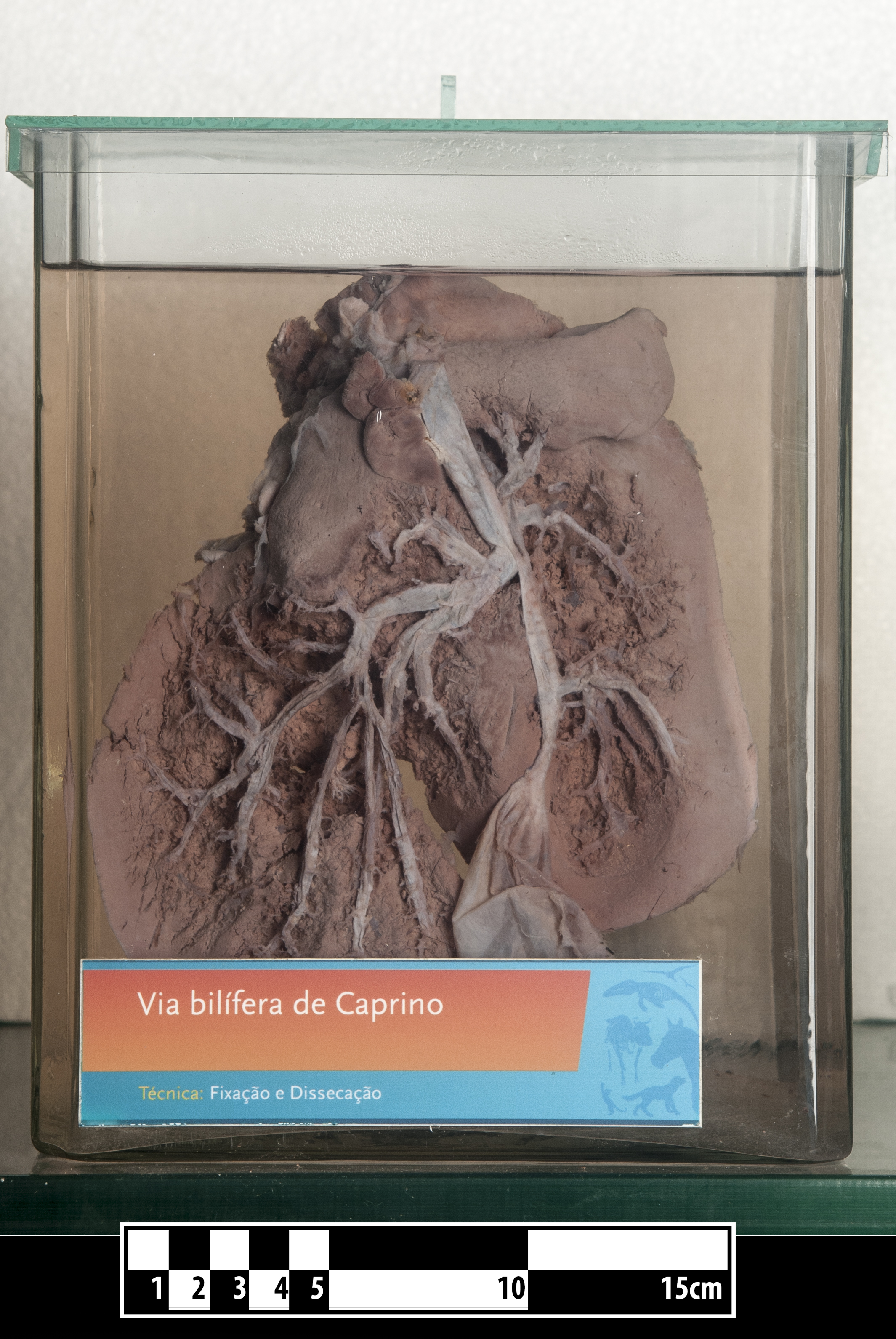
Hígado de cabra.
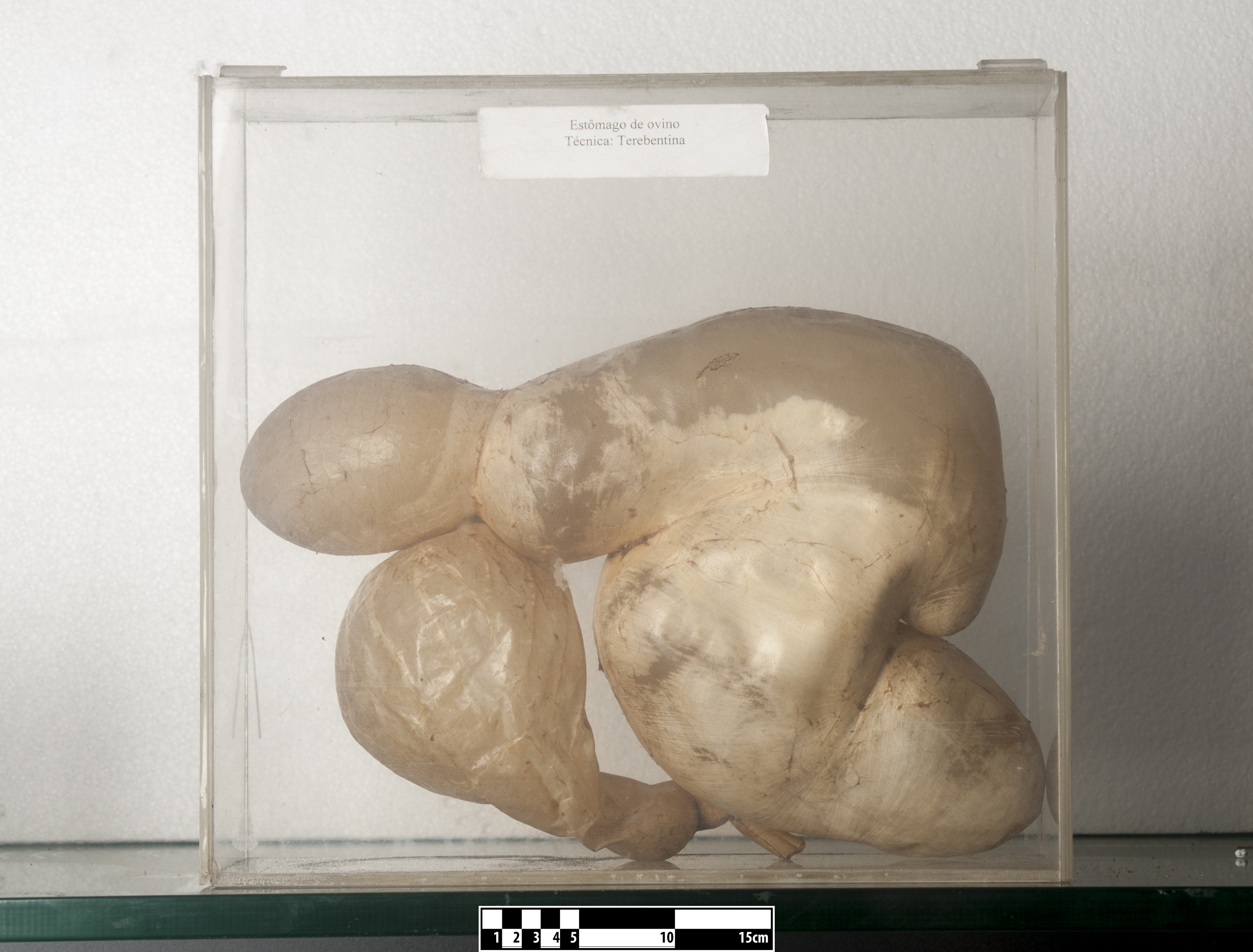
Estómago ovino.
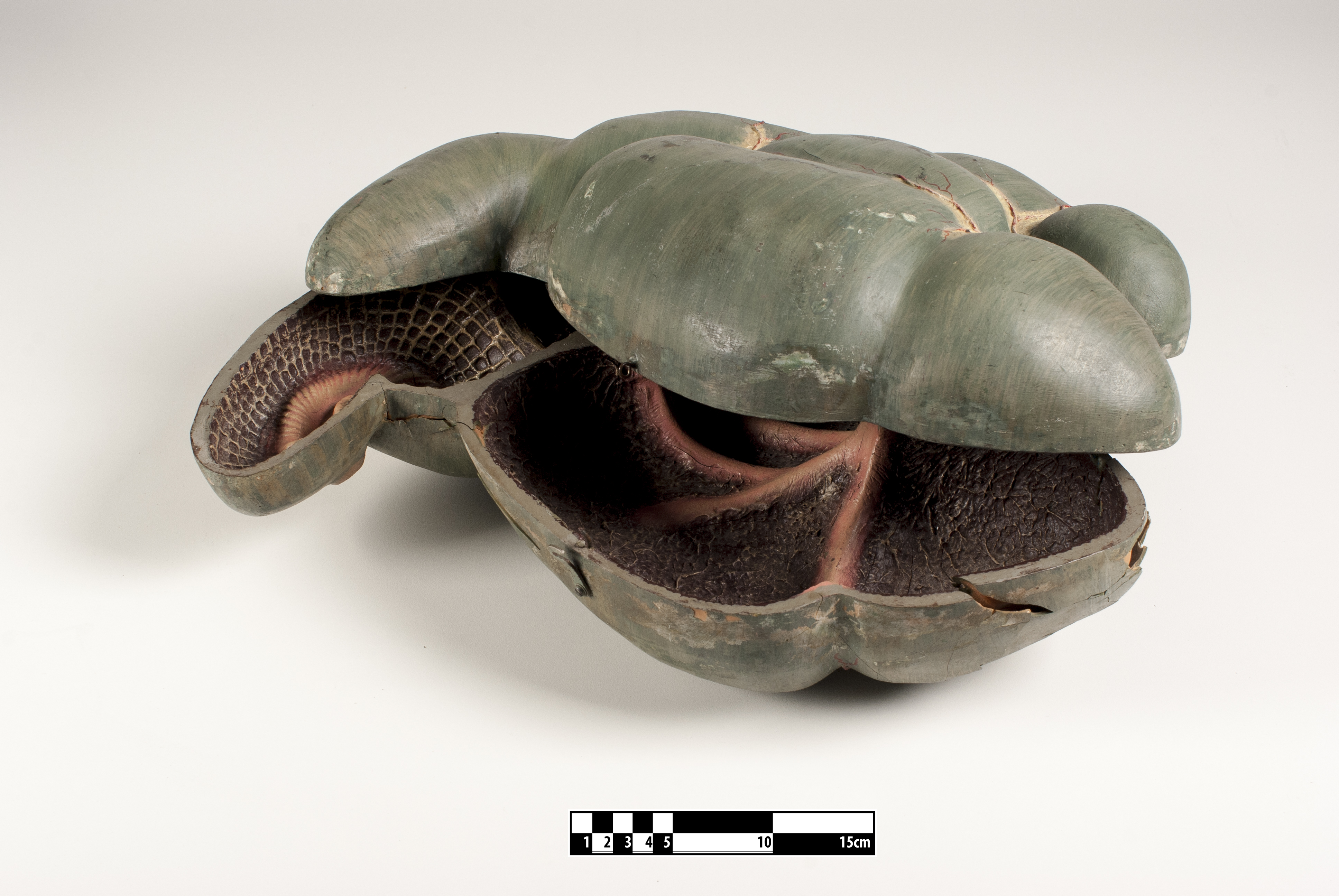
Modelo didáctico del Rumen y Retículo bovino.
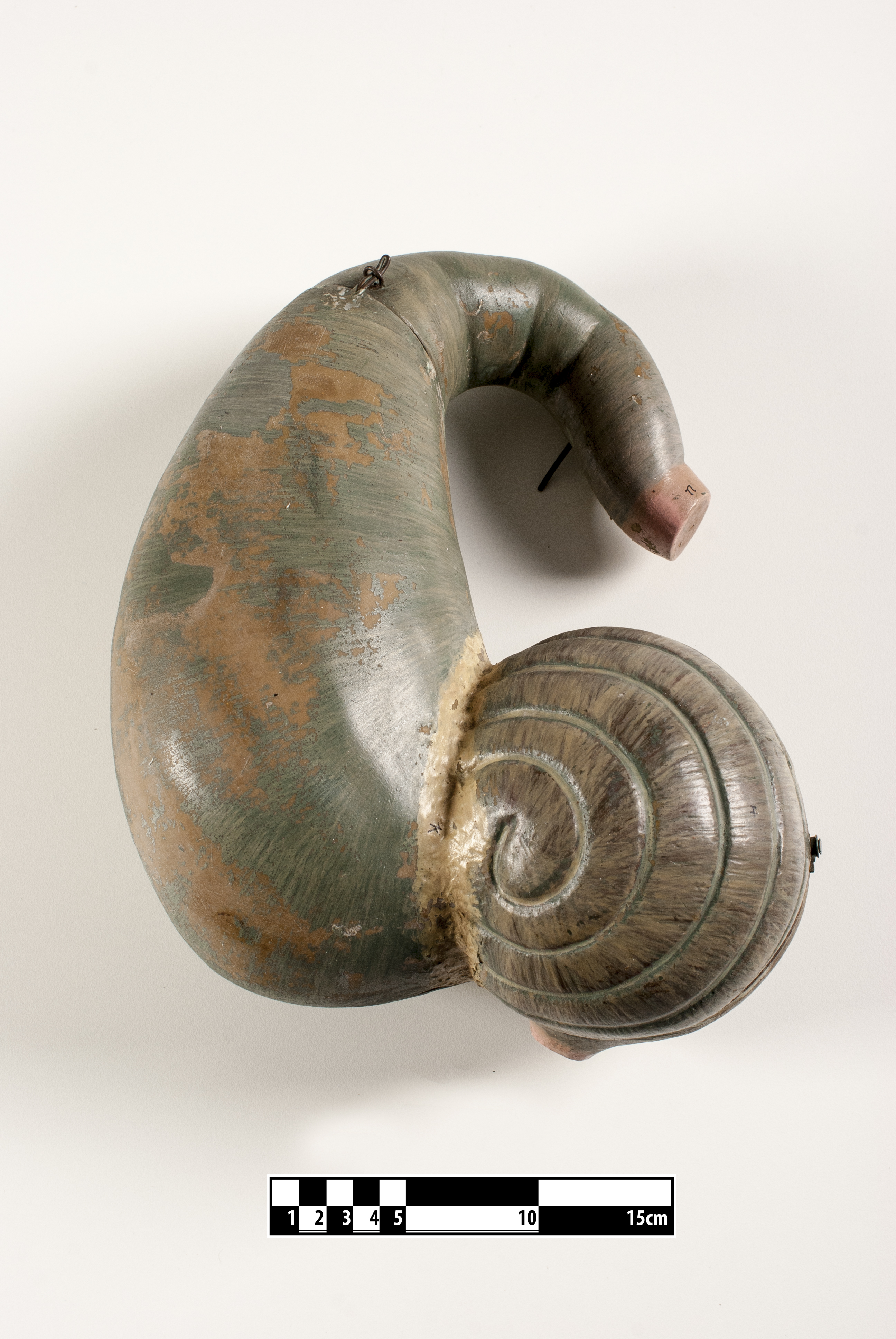
Modelo didáctico del Omaso y Abomaso bovino.
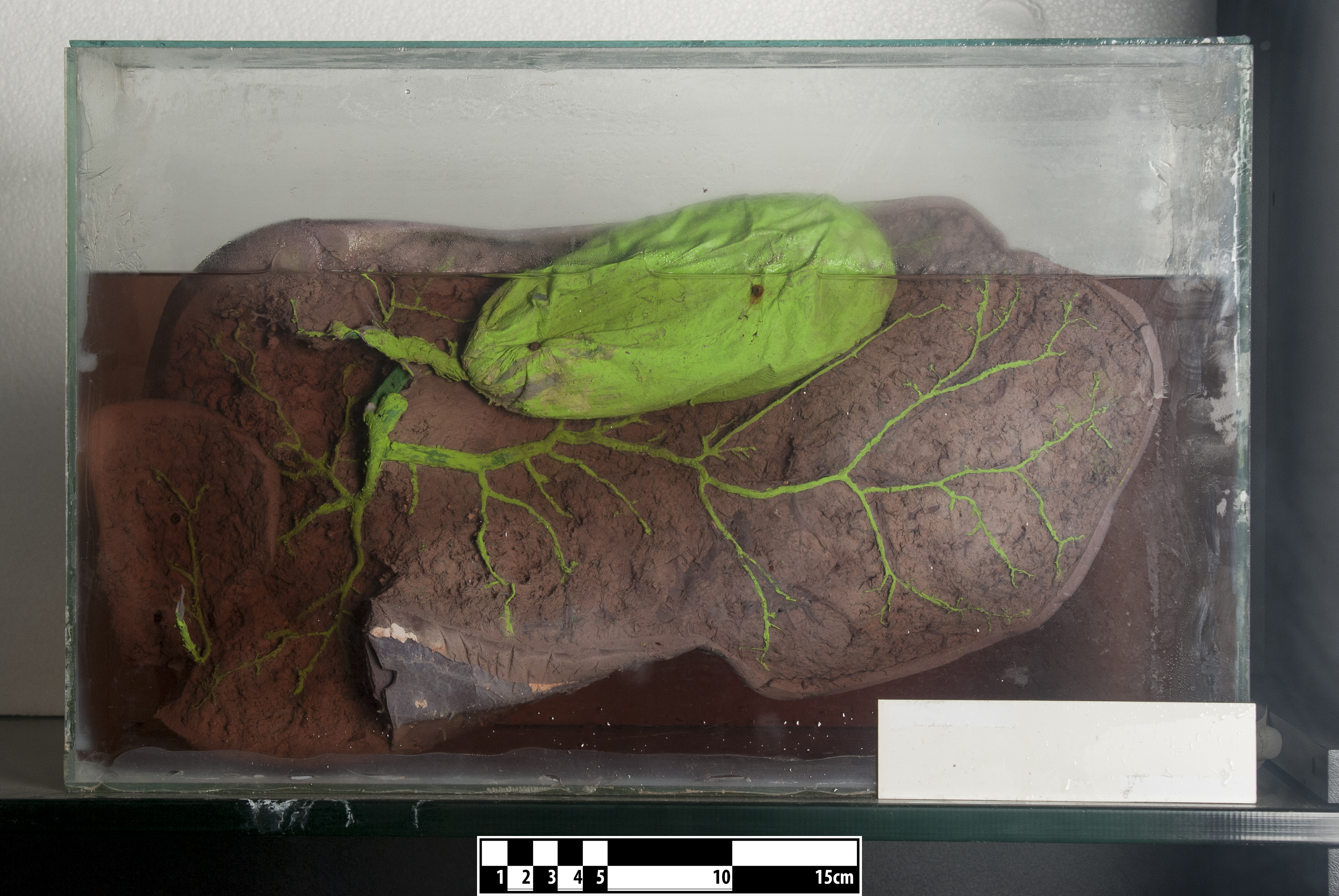
Hígado bovino.

## Algunos grupos de rumiantes
- Bovidae
- Cervidae
- Giraffidae
- Tragulidae
- Mosquidae
- Antilocapridae